# Manoir de Cantepie (Les Veys)
Le manoir de Cantepie est une ancienne ferme-manoir, du début du XVIe siècle, qui se dresse sur le territoire de l'ancienne commune française du Veys, dans le département de la Manche, en région Normandie. L'édifice est partiellement inscrit au titre des monuments historiques.

## Localisation
Le manoir est situé à 1,1 kilomètre au sud-ouest de l'église Saint-Martin du Vey, au sein de la commune nouvelle de Carentan-les-Marais, dans le département français de la Manche.

## Historique
Le manoir de Cantepie est une ancienne ferme-manoir du début du XVIe siècle.
En 1523, lors de la recherche de noblesse de Jean Le Venart pour les seigneuries de Saint-Lô et du Hommet, Maurice de Fontenil, écuyer, est qualifié de seigneur de Cantepie.
Le 9 juin 1699, Pierre Colombel, conseiller au bailliage de Carentan, alors propriétaire du manoir, fonde 200 livres de rente afin d'assurer la desserte de la chapelle placée sous le titre de Saint-Pierre, de la Sainte-Vierge et de la Nativité-de-Notre-Seigneur, qu'il vient de faire construire. Le 15 juin 1699, il obtient la permission de l'évêque de Coutances d'y faire célébrer trois messes par semaine.
Un groupe d'investisseurs américains a racheté en février 2015 le manoir au conseil général de la Manche avec le but d'en faire un lieu touristique destiné à une clientèle américaine visitant les sites du débarquement.
Il est également prévu l'ouverture d'un restaurant gastronomique dans les locaux qui servaient autrefois de restaurant. Les travaux débuteront une fois que les services du parc naturel régional des Marais du Cotentin et du Bessin auront déménagé et dureront environ une année pour une ouverture au public prévue fin 2016.[Passage à actualiser]

## Description
Les parties les plus anciennes du manoir datent du milieu du XVIe siècle. À la jonction des deux corps principaux du logis, une tour octogonale, flanquées de deux tourelles d'escalier sont les signes distinctifs de l'autorité seigneuriale et du caractère noble de la bâtisse.
Au XVIIe siècle, le manoir s'agrandit d'une grande charretterie à cinq arcades en plein cintre. À l'opposé, le bâtiment s'agrandit au début du siècle[Lequel ?] et se dote d'une deuxième tour d'escalier, rendant les niveaux des logis indépendants les uns des autres, ainsi qu'une petite tourelle défensive, seul vestige du portail d'entrée de l'époque. Aux XVIIIe et XIXe siècles, des dépendances forment un deuxième corps de bâtiment, en équerre, réservé à l'usage agricole. Le mur d'enceinte est réalisée au XIXe siècle, ainsi que des restaurations comme l'attestent certains ornements de style néogothique. Il est restauré à l'initiative du conseil général de la Manche.
À voir notamment la chambre carrée au sommet de l'une des tours.
Aujourd'hui propriété privée, le manoir ne se visite pas et n'est pas ouvert au public.

## Protection
Les façades et toitures ; les deux tours d'escalier en totalité ; les deux cheminées du XVIIe siècle situées dans la partie centrale (l'une au rez-de-chaussée, l'autre à l'étage) du logis ; les façades et toitures des communs ; les vestiges de la tour d'entrée sont inscrits au titre des monuments historiques par arrêté du 26 août 1988.

## Pour approfondir